# Філіп Трпчевський
Філіп Трпчевський (мак. Филип Трпчевски, нар. 4 травня 2003, Гетеборг, Швеція) — північномакедонський футболіст, нападник шведського клубу «Геккен».

## Ігрова кар'єра

### Клубна
Філіп Трпчевський народився у Швеції у місті Гетеборг і є вихованцем місцевого клубу «Геккен». Починаючи з сезону 2022 року македонський футболіст почав залучатися до матчів першої команди. У лютому він вперше вийшов на поле у матчі Кубка Швеції. В чемпіонаті країни Трпчевський дебютував 9 квітня у матчі проти «Дегерфорса», коли вийшов на заміну в кінці матчу.
У тому сезоні у складі «Геккена» Трпчевський став чемпіоном Швеції.

### Збірна
З 2018 року Філіп Трпчевський почав свої виступи у складі юнацьких збірних Північної Македонії.

## Титули
Геккен
 Чемпіон Швеції: 2022